# Hydriomena exquisita
Hydriomena exquisita är en fjärilsart som beskrevs av Richardson 1952. Hydriomena exquisita ingår i släktet Hydriomena och familjen mätare. Inga underarter finns listade i Catalogue of Life.